# Кельтемашатський сільський округ
Кельтемаша́тський сільський округ (каз. Келтемашат ауылдық округі, рос. Кельтемашатский сельский округ) — адміністративна одиниця у складі Тюлькубаського району Туркестанської області Казахстану. Адміністративний центр — село Кельтемашат.
Населення — 4068 осіб (2021; 4133 у 2009, 3972 у 1999, 4134 у 1989).
Станом на 1989 рік існувала Кельтемашатська сільська рада (села Антоновка, Воєнка, Даубаба, Дмитрово, Кельтемашат, Сеславіно, селище Аксай). 2023 року ліквідовано село Аксай.

## Склад
До складу округу входять такі населені пункти:
| Населений пункт   | Колишні назви | Населення, осіб (1989) | Населення, осіб (1999) | Населення, осіб (2009) | Населення, осіб (2021) |
| ----------------- | ------------- | ---------------------- | ---------------------- | ---------------------- | ---------------------- |
| Аксай, село       | -             | 49                     | 77                     | 52                     | 15                     |
| --окремі будинки  | -             | -                      | -                      | -                      | 5                      |
| Даубаба, село     | -             | 121                    | 112                    | 118                    | 86                     |
| Жиинбая, село     | Дмитрово      | 674                    | 658                    | 888                    | 803                    |
| Кельтемашат, село | -             | 668                    | 603                    | 555                    | 553                    |
| Кершетас, село    | Антоновка     | 1860                   | 1567                   | 1765                   | 1841                   |
| Когали, село      | Воєнка        | 130                    | 281                    | 144                    | 161                    |
| Сеславіно, село   | -             | 632                    | 674                    | 611                    | 604                    |